# 0세대 이동 통신

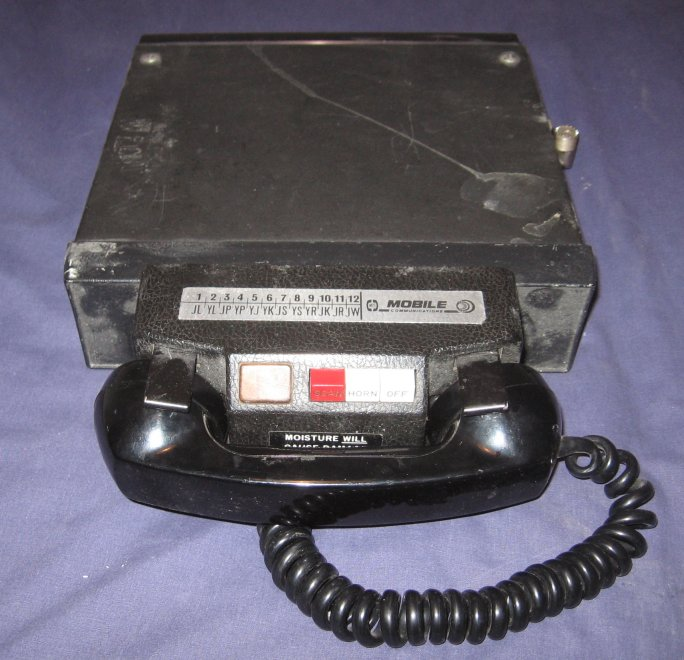
휴대형 무전 전화

0세대 이동 통신(0世代 移動通信)은 음성통화만 가능한 아날로그 통신 시대를 말하며, "0 Generation"의 줄임말로 0G라는 표현도 쓰인다.  1세대 이동 통신보다는 급이 낮은 초창기 기술이다.

## 같이 보기
- 이동 통신 표준